# Penbrook
Penbrook es un borough ubicado en el condado de Dauphin en el estado estadounidense de Pensilvania. En el año 2000 tenía una población de 3,044 habitantes y una densidad poblacional de 2,562.2 personas por km².

## Geografía
Penbrook se encuentra ubicado en las coordenadas 40°16′42″N 76°50′51″O / 40.27833, -76.84750

## Demografía
Según la Oficina del Censo en 2000 los ingresos medios por hogar en la localidad eran de $35,341 y los ingresos medios por familia eran $44,375. Los hombres tenían unos ingresos medios de $32,128 frente a los $26,061 para las mujeres. La renta per cápita para la localidad era de $18,274. Alrededor del 6.2% de la población estaba por debajo del umbral de pobreza.